# Sorhab Bakhtiarizadeh
Sohrab Bakhtiarizadeh, né le 11 septembre 1974 à Ahvaz,, est un footballeur iranien.
Il joue au poste de défenseur central avec l'équipe d'Iran et le club de Saba Battery Teheran. Il mesure 1,85 m.

## Carrière

### En club
- 1997-1999 : Foolad Ahvaz -  Iran
- 1999-2000 : Esteghlal Teheran -  Iran
- 2000-2001 : Erzurumspor -  Turquie
- 2001-2003 : Esteghlal Teheran -  Iran
- 2003-2004 : Foolad Ahvaz -  Iran
- 2004-2007 : Saba Battery Teheran -  Iran
- 2007 : PAS Hamedan -  Iran
- 2008-2009 : Foolad Ahvaz -  Iran
- 2009- : Saba Battery Teheran -  Iran

### En équipe nationale
Il a eu sa première cape en 1997 à l'occasion d'un match contre l'équipe du Kenya.
Il a joué lors de la coupe d'Asie en 2004.
Bakhtiarizadeh participe à la coupe du monde 2006 avec l'équipe d'Iran.

## Palmarès
- 33 sélections en équipe nationale (3 buts) entre 1997 et 2006